# Versatile
Versatile è una ditta canadese di attrezzature agricole che ha prodotto trivelle, falciatrici e mietitrebbiatrici.

## Storia
Negli anni settanta del XX secolo era un marchio indipendente fondato da Peter Pakosh e Roy Robinson, che deteneva il 70% del mercato dei trattori a trazione integrale. Successivamente la ditta fu posseduta da Ford Tractor e poi da Fiatagri quando quest'ultima nel 1993 acquisisce Ford Tractor e tutti i suoi marchi. Avendo seguito le sorti della casa di Torino, quando quello che era divenuto il gruppo NHGEOTECH si unisce con la Case Corporation nel 1999, si forma la CNH Global (Case New Holland Global); la quale dovrà cedere, secondo l'antitrust, alcuni marchi: tra questi anche Versatile, che passerà in mano alla Bühler Industries Inc., produttrice di attrezzi agricoli statunitense, divenendo così Versatile Buhler.
Il 1º novembre 2007 la russa Rostselmash Inc. acquisita l'80% delle azioni della Bühler, e con essa la Versatile.
Versatile era la prima società produttrice in serie di mezzi a quattro ruote ed articolati, cominciando nel 1966 col D100 e G100 4x4. Quei trattori furono innovatori per gli standard moderni, con un diesel di 6-cilindri o motore benzina di 8-cilindri da 100 cavalli. Nel 1966 il modello più economico costava 10000 $ circa.
Daniel Pakosh sviluppò anche il primo trattore bidirezionale al mondo. Il Versatile 150 lanciato nel 1977.
La richiesta di 4 ruote motrici aumentò significativamente e Versatile divenne uno dei leader in sviluppo e produzione di 4x4. Entro la fine degli anni '70 la gamma Versatile incluse trattori che variavano da 220 a 330 cavalli. Con gli anni ottanta viene allargata la linea di trattori a quattro ruote motrici con una potenza di 470 cavalli col Versatile 1150.
Dal 1979 al 1983 Fiat Trattori si vuole lanciare nella produzione di trattori di grandi potenze affiancandosi alla esperta Versatile, nascono così i Fiat-Versatile Serie 44: 44-23, 44-28, 44-33, 44-35 da 230, 280, 330 e 350CV venduti con marchio Fiat in Europa e Versatile in America ed Australia.
La gestione della Bühler rilancia i modelli della Versatile con i suoi vecchi colori ufficiali, rosso e crema.
Con la nuova gestione russa, Dmitry Lyubimov, presidente di Bühler Industries Inc., annuncia l'importanza della divisione dei trattori: "Noi riconosciamo la storia associata al nome Versatile. Ci sono ancor molti vecchi trattori Versatile al lavoro nelle fattorie di tutto il mondo. Il nome è garanzia di trattori ben fatti che sono potenti, semplici e facili da mantenere. È la stessa filosofia che noi usiamo oggi e noi siamo orgogliosi di quell'eredità. È con grande orgoglio che noi annunciamo che il nome Versatile ritorna."
All'inizio del 2024 Rostdelmash ha venduto tutte le azioni Buhler Industries al costruttore turco Basak Traktor, una filiale di ASKO Holdings.